# Igreja de São Salvador em Cora

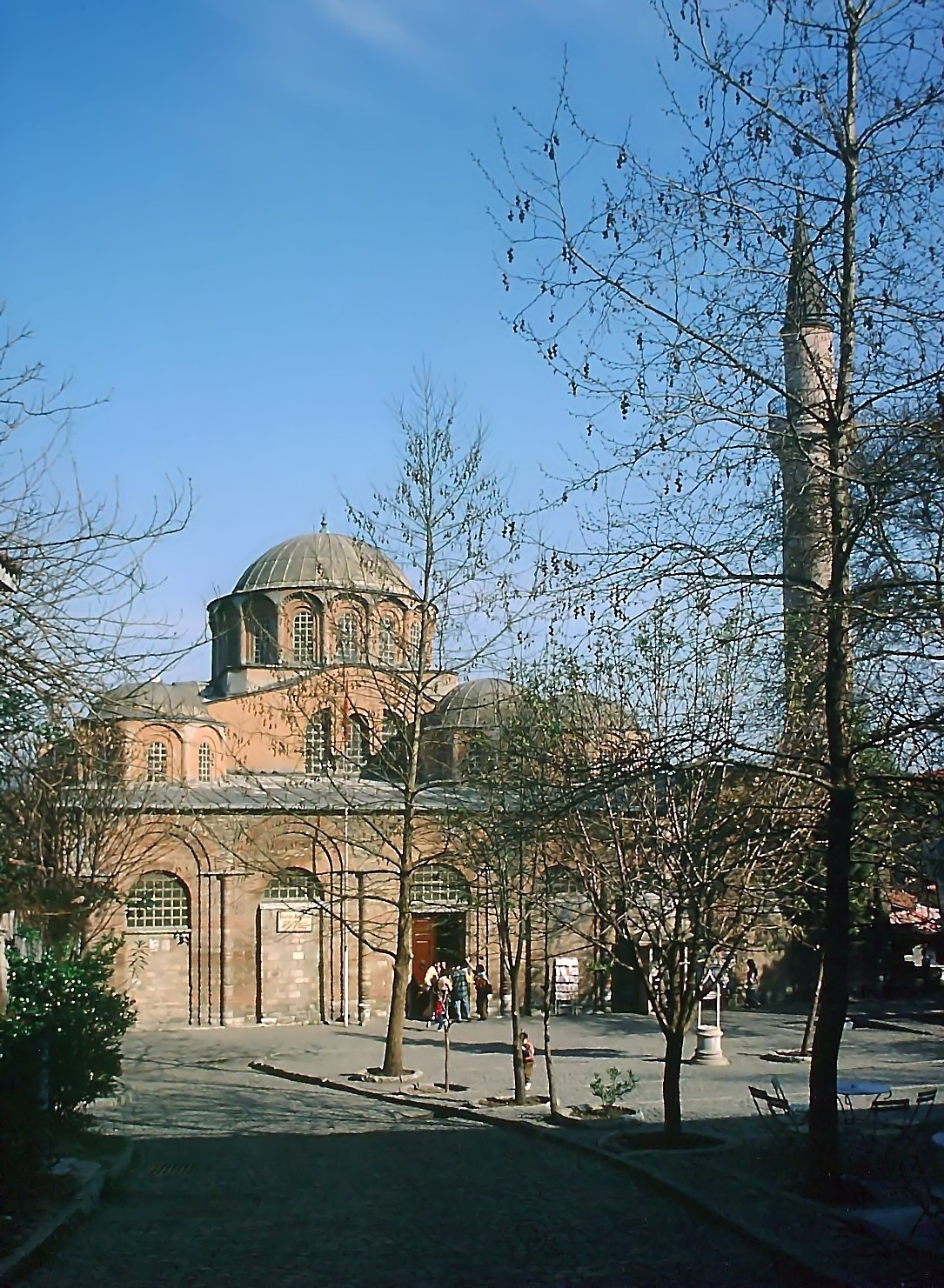

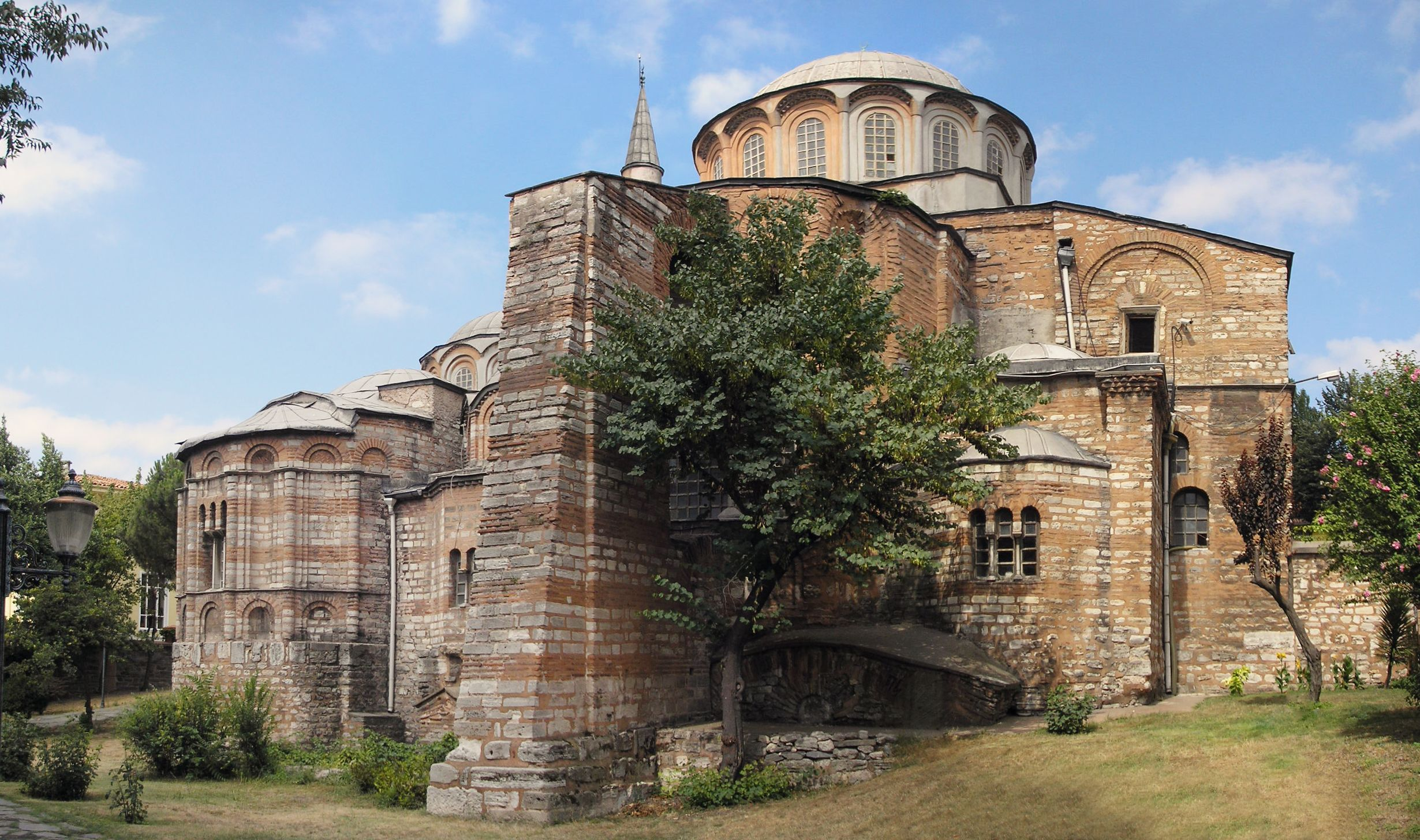

A Igreja de São Salvador em Cora, Mesquita Kariye, Museu de Cora ou Museu Kariye (em grego: Μονή της Χώρας em turco:  Kariye Müzesi, Kariye Camii, ou Kariye Kilisesi) é considerada um dos mais belos exemplos de uma igreja bizantina. A igreja está situada no oeste, no distrito de Edirnekapı, em Istambul. No século XVI, a igreja foi convertida em uma mesquita pelo Império Otomano e tornou-se um museu em 1945. O interior da construção é coberto por mosaicos e afrescos.
A igreja foi inicialmente construída fora dos muros de Constantinopla, ao sul do Corno de Ouro. Contudo, quando Teodósio II construiu suas Muralhas, a Igreja se tornou parte da cidade.
Após sobre pequenos danos devido a um terremoto, no começo do século XII, a Igreja foi reconstruída por Isaac Comneno, terceiro filho de Aleixo I Comneno. Apenas dois séculos mais tarde a Igreja foi finalmente finalizada. O poderoso governante bizantino Teodoro Metoquita decorou a Igreja com muitos de seus mosaicos e afrescos, entre 1315 e 1321. Os mosaicos são os exemplos mais brilhantes da Renascença dos paleólogos. Teodoro foi enviado para o exílio por Andrónico III Paleólogo, mas voltou dois anos mais tarde e viveu o resto de sua vida na Igreja como um monge.
Durante a última Queda de Constantinopla, em 1453, o ícone da Teótoco Hodegetria ("Nossa Senhora do Caminho"), considerado o protetor da cidade, foi levado para a Igreja para defender a cidade do ataque dos Otomanos. Cinquenta anos depois, a igreja foi convertida em uma mesquita por Atique Ali Paxá, Grão-Vizir do Sultão Bajazeto II. Devido a iconoclastia do Islã, os mosaicos e afrescos foram cobertos com gesso.
Em 1948, Thomas Whittemore e Paul A. Underwood, do Instituto Bizantino da América e do Centro Dumbarton Oaks, patrocinaram um programa de restauração. Em 1958, a Igreja se transformou no museu Kariye Müzesi.
O governo turco formalmente converteu a antiga igreja bizantina em mesquita em 22 de agosto de 2020.